# Породична мануфактура црног хлеба
Породична мануфактура црног хлеба био је југословенски и српски акустични рок бенд и позоришна група. Бенд је основан 1968. године и једни су од пионира југословенске акустичке рок сцене.

## Историјат
Бенд је основан 1968. године од стране Маје де Радо (текстописац, вокал, гитара) и Слободана Кузмановића (акустична гитара). Почетком 1969. године придружио им се Петар Павићић (контрабас). Бенд је сарађивао са флаутистима као што су Влада Богосављевић, Сретен Тасић и Бранко Малкоч. Група је имала пробе у подруму позоришта Атеље 212, а током 1972. и 1973. године извели су алтернативну представу под називом Породична мануфактура црног хлеба — балада Маје де Радо током које су изводили и своју музику.
Године 1974. објавили су први студијски албум под називом Стварање. Након објављивања албума бенд је играо истоимену представу у Атељеу 212, а са њима је наступио и сликар Добривоје Петровић, који је свирао ситар. У време снимања другог студијског албума, бенд је расформиран због обавезног служења војног рока мушких чланова бенда.
Након расформирања бенда, Маја де Радо посветила се класичној музици и медитеранској поезији, а Влаховић је почео да ради као дизајнер и карикатуриста. Године 1994. песма Породичне мануфактуре црног хлеба под називом Нешто објављена је на компилацији Све смо могли ми: Акустична музика, коју је објавила Комуна.
Слободан Кузмановић преминуо је 26. јануара 2014. године у 61 години живота.

## Дискографија

### Студијски албуми
- Стварање (1974)

### Синглови
- Мудра Манде / Питаш ме (1973)
- Нешто / Човјек и пас (1973)
- Имам ли што од тог / Нисам смио (1974)